# PlayFirst
PlayFirst è un editore di videogiochi con sede in San Francisco fondato nel 2004 da gente esperta nel settore come John Welch, Brad Edelman e Jason Rubinstein. Il più grande successo della PlayFirst è stata la serie Diner Dash, che ha visto più di 550 milioni di download. La popolarità della serie Diner Dash ha richiesto un elevato numero di spin-off come Wedding Dash, Cooking Dash e altro ancora. PlayFirst ha anche pubblicato giochi di strategia come la serie Chocolatier e giochi d'avventura/oggetti nascosti come la serie Dream Chronicles.
PlayFirst ha inoltre pubblicato giochi su più piattaforme tra cui PC, Mac, iPhone, iPad, Facebook, e anche per console come il Nintendo DS, Xbox e Nintendo Wii. I giochi della PlayFirst sono presenti nei principali rivenditori e su più di 500 siti in 20 lingue.
Dal 2005 al 2011 la PlayFirst ha pubblicato 72 giochi, contando 7 edizioni extra da collezione, sono quindi 79 giochi in totale nelle rispettive categorie di gioco.

## Giochi pubblicati e/o co-sviluppati

### 2005
- Professor Fizzwizzle
- TriJinx
- Chessmaster Challenge
- Diner Dash
- Subway Scramble
- Spellagories

### 2006
- Diner Dash: Flo on the Go
- SandScripts
- Sweetopia
- SpongeBob Diner Dash
- Poker Pop
- Diner Dash 2: Restaurant Rescue
- Plantasia
- Pirate Poppers
- Egg vs. Chicken

### 2007
- The Nightshift Code
- Dress Shop Hop
- Chocolatier 2: Secret Ingredients
- Diner Dash: Hometown Hero
- Mahjong Roadshow
- Daycare Nightmare
- Wedding Dash
- SpongeBob Diner Dash: 2 Times the Trouble
- Dream Chronicles
- Zenerchi
- Chocolatier
- Mystery of Shark Island
- Solitaire Pop

### 2008
- Nightshift Legacy: The Jaguar's Eye
- Fitness Dash
- Daycare Nightmare: Mini-Monsters
- Parking Dash
- Cooking Dash
- The Great Chocolate Chase: A Chocolatier Twist
- Fashion Dash
- Wedding Dash 2: Rings Around the World
- Dairy Dash
- Pet Shop Hop
- Dream Chronicles 2: The Eternal Maze
- Doggie Dash

### 2009
- Gotcha: Celebrity Secrets
- Hotel Dash: Suite Success
- Valerie Porter and the Scarlet Scandal
- Avenue Flo
- Gemini Lost
- Cooking Dash: DinerTown Studios
- Passport to Perfume
- DinerTown Detective Agency
- Wedding Dash: Ready, Aim, Love
- DinerTown Tycoon
- Dream Chronicles: The Chosen Child
- Wandering Willows
- Diaper Dash
- Emerald City Confidential
- Chocolatier: Decadence by Design

### 2010
- Tamara the 13th
- Soap Opera Dash
- Avenue Flo: Special Delivery
- Cooking Dash 3: Thrills and Spills
- Escape from Frankenstein's Castle
- Wedding Dash: 4-Ever
- The Fifth Gate
- Dream Chronicles: The Book of Air
- Love and Death: Bitten
- The Palace Builder
- Diner Dash 5: BOOM
- Alice Tea Cup Madness

### 2011
- Hotel Dash 2: Lost Luxuries
- Dream Chronicles: The Book of Water
- Garden Dash
- Murder Island: Secret of Tantalus

### 2012
- Mall Stars

## Altri giochi pubblicati per piattaforme iOS
Qui di seguito sono elencate le uscite a partire dal gioco più vecchio al più recente, sono disponibili per gli utenti che dispongono un iPhone e/o un iPad.
- Chocolatier: Decadence by Design
- Cooking Dash
- Cooking Dash: Thrills and Spills
- Diner Dash
- Diner Dash: Grilling Green
- DinerTown Pets
- DinerTown Zoo
- Dream Chronicles
- Dream Chronicles: The Book of Air
- Dream Chronicles: The Book of Water
- Egg vs. Chicken
- Hotel Dash / Hotel Dash Deluxe
- Hotel Dash 2: Lost Luxuries
- Love & Death: Bitten
- Parking Dash
- Soap Opera Dash
- Wedding Dash
- Wedding Dash 4-Ever